# Chionea durbini
Chionea durbini là một loài ruồi trong họ Limoniidae. Chúng phân bố ở miền Tân bắc.